# Orthotrichum consimile
Orthotrichum consimile är en bladmossart som beskrevs av Mitten 1864. Orthotrichum consimile ingår i släktet hättemossor, och familjen Orthotrichaceae. Inga underarter finns listade i Catalogue of Life.